# Heta
Chữ heta (chữ hoa: Ͱ, chữ thường: ͱ) thường được sử dụng vào thời tiền cổ nó đã được viết vào bảng số cho đến bây giờ chữ hoa H chữ thường h
Chữ Η hoa chữ h thường đã được người Hy Lạp chấp nhận từ chữ Phoenician Heth (nội tuyến) ban đầu với giá trị âm thanh phụ âm này và Hēta là tên ban đầu của nó. Bảng chữ cái in nghiêng và cuối cùng là tiếng Latinh đã thông qua chữ H từ cách sử dụng tiếng Hy Lạp này cho đến bây giờ